# サヨリ
サヨリ（鱵、細魚、針魚、針嘴魚、水針魚、竹魚、長鰯、学名：Hyporhamphus sajori）は、ダツ目・サヨリ科の海産魚。沿岸の海面近くに生息する細長い魚で、食用魚でもある。季語、三春。

## 特徴
全長は最大40センチメートルほどで、同じダツ目のサンマとよく似た細長い体型をしている。サヨリ科一般の特徴として下顎が長く突き出し、上顎は小さな三角形の弁状にしか過ぎないが、この一見アンバランスな形の口器の適応的意義はよくわかっていない。ただ、同じトビウオ上科のトビウオ類も、稚魚のときに同じような下顎の伸張が起こることが知られている。この下顎の先端は生きているときには赤い。背中は青緑色だが腹側は銀色に輝き、筋肉は半透明である。視力は良好。
腹膜は真っ黒で俗に「見かけによらず腹黒い人」の代名詞とされることもあるが、これは筋肉が半透明で光を透過しやすい魚によく見られる現象で、恐らく腹腔内に光が透過するのを防ぐ適応とみられる。同様に腹膜が黒いコイ科の淡水魚ハクレンでは、成長に伴って食物が動物プランクトンから植物プランクトンに移行する時期に急速に腹膜が黒変することが知られているが、この移行時期に強い日光を浴びると、消化管に取り込まれた植物プランクトンが光合成を行って酸素の気泡が発生し、消化管が膨れ上がって水面に腹を上にして浮かぶなどの障害が発生することが報告されている。サヨリも後述のように成長に従って海藻も食べるようになるため、あるいは摂食した海藻の光合成を抑制する意味があるのかもしれない。

## 分布
沿岸性で、樺太の西側から台湾にかけての北西太平洋、日本海、黄海、渤海湾の陸地近海に分布する。海面すれすれを群れをなして泳ぎ、動物プランクトンを捕食したり、浮遊する海藻の断片を摂食する。危険を感じるとよく空中にジャンプする。サヨリ科には淡水域にまで侵入する種が多く知られるが、サヨリは汽水域までは進入するものの純淡水域にまでは進入しない。
4月中旬から8月中旬が産卵期であり、群れで藻場に入り込み、メダカの卵に似た直径2.2ミリメートル程度の大粒の卵を、粘着糸で海藻や海草に絡み付ける。孵化直後の仔魚は全長7ミリメートル程度で、これが2.5センチメートル程度まで成長すると下顎の伸張が始まる。下顎はいったん成魚よりも全長比で長く伸張するが、次第に体の他の部分の成長が著しくなり、全長27センチメートル程度になると、ほぼ成魚と同じプロポーションになる。寿命は2年余りと考えられている。

## 漁獲・利用

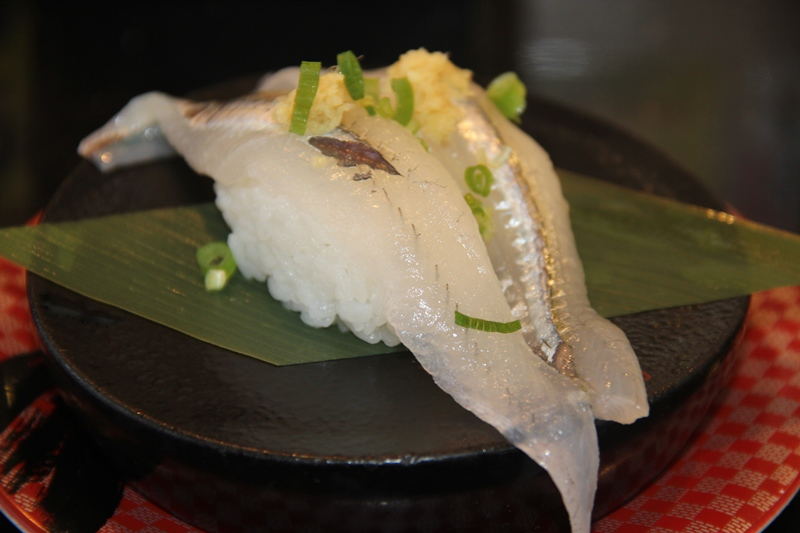
サヨリの握り寿司

春から秋にかけて漁獲されるが、旬は3月から5月にかけてとされる。刺身、寿司だね、椀だね、天ぷら、塩焼き、干物などに料理され、白身の高級魚として扱われる。さっぱりとした白身でなかなか美味。刺身など非加熱で調理するときは、たて塩にすると持ち味の甘みが引き立つとされる。釣りの対象魚としても好まれ、関東では一般的なウキ釣りやフカセ釣り、関西ではシモリや連タマと呼ばれるウキが3 - 10個連なった仕掛けがよく用いられる。海から川へ溯ることもあり竹竿に釣り糸を張って弓状にして糸を川に沈め水面を溯上するサヨリを引っ掛けて釣ることもある。餌はアミエビ、ゴカイ、はんぺん等。
中国でも、山東省で「針涼魚（簡体字 针凉鱼） チェンリアンユー」、「馬歩魚（马步鱼） マーブーユー」と称して、渤海湾や黄海で漁獲され、流通している。中国語の標準名は「小鱗鱵（小鳞鱵）xiǎolínzhēn シアオリンチェン」。

## 近縁種
サヨリ科の魚は全世界の熱帯・温帯から12属・80種以上が知られ、うち日本には6属・13種が分布する。
センニンサヨリ
Hyporhamphus quoyi Valenciennes, 1847  (Quoy's garfish)
ダツ目サヨリ科（Hemiramphidae）サヨリ属（Hyporhamphus）。全長40センチメートルほど。サヨリによく似ているが下顎がやや短いこと、尾びれの切れこみが深く下半分がトビウオと同様に突き出ていること、体の断面が丸っこいことなどで区別する。インド洋から太平洋の熱帯域に広く分布し、日本では小笠原諸島、九州、南西諸島に分布する。内湾の表層に群泳するが、大きな河川では上げ潮に乗って汽水域に進入することがある。沖縄方言ではミズバユーと呼ばれる。
クルメサヨリ
Hyporhamphus intermedius Cantor, 1842 (Asian pencil halfbeak)
ダツ目サヨリ科（Hemiramphidae）サヨリ属（Hyporhamphus）。全長20センチメートルほどの小型種で、下顎の先端が赤ではなく黒いのが特徴である。汽水域を主たる生息域とし、ときに純淡水域まで侵入する。中国、朝鮮半島、本州、九州に分布する。準絶滅危惧（NT）（環境省レッドリスト）
ナンヨウサヨリ
Hemiramphus lutkei Valenciennes, 1847 (Lutke's halfbeak)
ダツ目サヨリ科（Hemiramphidae）ホシザヨリ属（Hemiramphus）。全長30センチメートルほど。やや小型で、センニンサヨリとは逆にサヨリより下顎が長い。インド洋・西太平洋の熱帯域に分布し、日本では西日本の太平洋側に分布する。
ホシザヨリ
Hemiramphus far Forsskål, 1775 (Blackbarred halfbeak)
ダツ目サヨリ科（Hemiramphidae）ホシザヨリ属（Hemiramphus）。全長60センチメートルほどに達する。下あごが長く、和名のとおり体側に黒い斑点が数個点在する。インド洋・西太平洋・地中海東部まで分布し、日本では西日本の太平洋側に分布する。
コモチサヨリ
Zenarchopterus dunckeri Mohr, 1926 (Duncker's river garfish)
ダツ目コモチサヨリ科（Zenarchopteridae）コモチサヨリ属（Zenarchopterus）。全長15センチメートルほどの小型種で、尾びれには切れこみがなく三角形をしている。和名どおり卵胎生で稚魚を産む。ベンガル湾から西太平洋の熱帯域に分布するが、日本では先島諸島に分布する。汽水域で一生を過ごすので、マングローブ林の水路などで見られる。準絶滅危惧（NT）（環境省レッドリスト）
デルモゲニー
Dermogenys Kuhl & van Hasselt, 1823
ダツ目コモチサヨリ科（Zenarchopteridae）デルモゲニー属（Dermogenys）。全長8センチメートル程の小型種。タイ王国、マレーシアなどの淡水域に生息。一生淡水で過ごす。鑑賞魚としても出回っており、アクアリウムで飼育される。卵胎生。
マラヤン・ハーフビーク
Dermogenys pusilla Kuhl & van Hasselt, 1823 (Malayan halfbeak)
ダツ目コモチサヨリ科（Zenarchopteridae）デルモゲニー属（Dermogenys）。